# دنیس اندرینکو
دنیس اندرینکو (اوکراینی: Денис Андрієнко؛ زادهٔ ۱۲ آوریل ۱۹۸۰) بازیکن فوتبال اهل اوکراین است.
از باشگاه‌هایی که در آن بازی کرده‌است می‌توان به باشگاه فوتبال کریفباس کریفیی ریه، باشگاه فوتبال متالورگ-۲ دونتسک، باشگاه فوتبال دنیپرو، باشگاه فوتبال متالورگ دونتسک، باشگاه فوتبال تاوریا سیمفروپول، و باشگاه فوتبال زسکا خاباروفسک اشاره کرد.